# Villosa
Villosa é um género de bivalve da família Unionidae.
Este género contém as seguintes espécies:
- Villosa perpurpurea
- Villosa trabalis